# Ісса Рей
Джо-Ісса Рей Діоп (англ. Jo-Issa Rae Diop, нар. 12 січня 1985 , Лос-Анджелес, Каліфорнія ), професійно відома як Ісса Рей, — американська акторка, сценаристка й продюсерка, засновниця Hoorae Media.
Відома за своїм вебсеріалом 2011 року Awkward Black Girl на YouTube. Її мемуари 2015 року The Misadventures of Awkward Black Girl стали бестселером New York Times. Ширше визнання здобула як співавторка, сценаристка та зірка телесеріалу HBO Біла ворона (2016–2021), за який номінована на кілька премій «Золотий глобус» і «Праймтайм Еммі». У 2018 і 2022 роках увійшла до щорічного списку найвпливовіших людей світу Time 100.
Також відома ролями у фільмах The Hate U Give (2018), фентезі-комедії «Мала» (2019), мелодрамі The Photograph (2020), романтичній комедії The Lovebirds (2020), комедійному трилері Помста (2022) і комедії «Барбі» (2023). Вона озвучувала короткометражний фільм Любов до волосся, який отримав премію «Оскар» за найкращий короткометражний анімаційний фільм у 2020 році, та Джессіку Дрю / Жінку-павука у фільмах  «Людина-павук: Павутина всесвітів» (2023) і «Людина-павук: За межами Всесвіту» (2024).

## Публікації
- Rae, Issa (2015). The Misadventures of Awkward Black Girl. New York, NY: 37 Ink/Atria – Simon & Schuster. ISBN 9781476749051. OCLC 901338241.

## Фільмографія
| Рік       |    | Українська назва                  | Оригінальна назва                   | Роль                                            |
| --------- | -- | --------------------------------- | ----------------------------------- | ----------------------------------------------- |
| 2012—2013 | с  |                                   | Awkward Black Girl                  | Джей (головна роль)                             |
| 2016—2018 | с  | Біла ворона                       | Insecure                            | Ісса Ді (головна роль)                          |
| 2018      | ф  | Ненависть, яку ви породжуєте      | Hate U Give                         | Ейпріл Офра                                     |
| 2018      | мс | Кінь БоДжек                       | BoJack Horseman                     | доктор Індіра (голос, 2 епізода)                |
| 2019—2021 | с  |                                   | A Black Lady Sketch Show            | (6 епізодів)                                    |
| 2019      | ф  | Мала                              | Little                              | Епріл Вільямс                                   |
| 2019      | мф | Любов до волосся                  | Hair Love                           | мама (голос)                                    |
| 2020      | ф  | Фотограф                          | The Photograph                      | Мей Мортон                                      |
| 2020      | ф  | Закохані голубки                  | The Lovebirds                       | Лейлані                                         |
| 2020      | ф  | Прибережні еліти                  | Coastal Elites                      | Каллі Джозефсон                                 |
| 2020      | с  | Суботнього вечора в прямому ефірі | Saturday Night Live                 | самої себе (епізод "Issa Rae/Justin Bieber")    |
| 2020      | с  | Вулиця Сезам                      | Sesame Street                       | Королева / Принцеса (епізод "Cardboard Castle") |
| 2022      | ф  | Помста                            | Vengeance                           | Елоїза                                          |
| 2023      | мф | Людина-павук: Крізь Всесвіт       | Spider-Man: Across the Spider-Verse | Джессіка Дрю / Жінка-павук (голос)              |
| 2023      | ф  | Барбі                             | Barbie                              | президентка Барбі                               |
| 2023      | ф  | Американське чтиво                | American Fiction                    | Синтара Голден                                  |
| 2024      | мф | Людина-павук: По той бік Всесвіту | Spider-Man: Beyond the Spider-Verse | Джессіка Дрю / Жінка-павук (голос)              |